# Zeta Centauri
Zeta Centauri (ζ Cen) – gwiazda w gwiazdozbiorze Centaura, odległa od Słońca o około 382 lata świetlne.

## Nazwa
Gwiazda ta ma nazwę własną Leepwal, wywodzącą się z języka marszalskiego, zatwierdzoną jako oficjalna przez Międzynarodową Unię Astronomiczną w 2024.

## Charakterystyka obserwacyjna
Jest to jedna z jaśniejszych gwiazd w konstelacji, jej obserwowana wielkość gwiazdowa to 2,55m, a wielkość absolutna jest równa −2,79m. Gwiazda ta leży na tyle daleko na niebie południowym, że nie została nazwana przez starożytnych.

## Charakterystyka fizyczna
Zeta Centauri należy do typu widmowego B2,5, jest sklasyfikowana jako podolbrzym, ale najprawdopodobniej jest to wciąż gwiazda ciągu głównego. Ma ona temperaturę 21 090 K i jasność 7100 razy większą niż Słońce. Jej promień to 6,6 R☉, a masa jest 9 razy większa od słonecznej. Gwiazda ma 20 milionów lat. Szybko rotuje wokół osi, wykonując pełny obrót w czasie mniejszym niż półtora dnia. Najprawdopodobniej skończy życie jako biały karzeł, ale jej masa jest bliska granicznej, powyżej której gwiazdy eksplodują jako supernowa.
Jest to gwiazda spektroskopowo podwójna. Jej towarzysz, którego właściwości fizyczne nie są jeszcze znane, obiega ją w ciągu 8,02 dnia. Jeśli jego masa jest równa połowie masy jaśniejszego składnika, to gwiazdy dzieli zaledwie 0,19 au, a Zeta Centauri A ma niższą jasność, ok. 6800 razy większą niż jasność Słońca.